# حق التظاهر

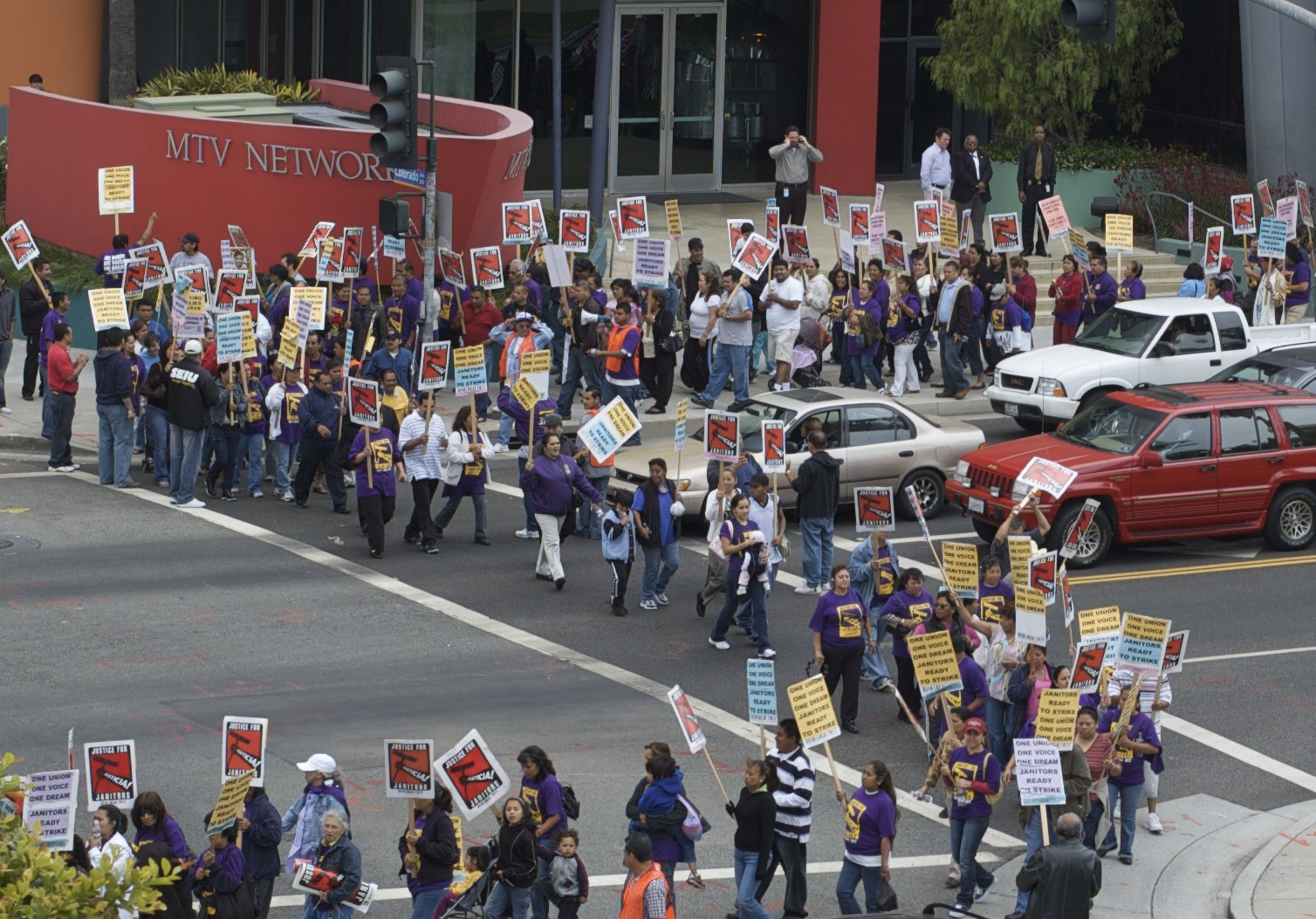
مظاهرة في سانتا مونيكا كاليفورنيا

الحق في التظاهر والاحتجاج هو حق من حقوق الإنسان ينبثق عن عدة حقوق مختلفة أساسية يتمتع بها الإنسان. في حين لا يمنح أي قانون لحقوق الإنسان أو دستور وطني الحق المطلق في التظاهر، إلا أن هذا الحق قد يكون مظهرًا من مظاهر حرية التجمع وحرية التنظيم والحق في حرية التعبير. وستستمرُّ الاحتجاجات ويستمرُّ فرض القيود عليها من قبل الحكومات.
تحتوي العديد من المواثيق الدولية على صياغة واضحة للحق في الاحتجاج، وذلك من المواضيع المهمة بالنسبة للأفراد المهتمين بالاحتجاج ليبقوا على معرفة دائمة بالتشريعات الجديدة. وتشمل هذه الاتفاقيات الاتفاقية الأوروبية لحقوق الإنسان في عام 1950 ولا سيما المواد من 9 إلى 11 منها. والعهد الدولي الخاص بالحقوق المدنية والسياسية في عام 1966 وخاصة المواد من 18 إلى 22. تنص المادة 9 على «الحق في حرية التفكر والشعور والاعتقاد». تنص المادة 10 على «الحق في حرية التعبير». تنص المادة 11 على «الحق في حرية تشكيل الجمعيات مع الآخرين، بما في ذلك الحق في تشكيل النقابات والانضمام إليها من أجل حماية مصالح الأشخاص». ومع ذلك تخضع حقوق حرية التجمع وحقوق حرية إنشاء الجمعيات وحرية التعبير في هذه الاتفاقات المذكورة وغيرها لبعض القيود. فعلى سبيل المثال يتضمن العهد الدولي الخاص بالحقوق المدنية والسياسية أحكامًا بشأن (الدعاية للحرب) والدعوة إلى (الكراهية القومية أو العنصرية أو الدينية). ويسمح العهد بتقييد حرية التجمع إذا لزم الأمر وتنص المادتان 20 و 21 على ما يلي: «يتم تقييد حرية التجمع في مجتمع ديمقراطي بما يتناسب مع مصلحة الأمن القومي أو السلامة العامة أو النظام العام أو حماية الصحة العامة أو الآداب العامة أو حماية حقوق وحريات الآخرين». من المهم للأشخاص المهتمين بالتظاهر أن يلاحظوا أن مختلف الدول قد اصدرت توضيحها الخاص لهذه الحقوق.
ليس بالضرورة أنّ يكون الاحتجاج عنيفًا أو أن يهدد مصالح الأمن القومي أو السلامة العامة. كما أنه ليس بالضرورة القيام بالعصيان المدني لأن معظم الاحتجاجات لا تنطوي على انتهاك قوانين الدولة. وبما أن التظاهر تعبير عن حق عالمي لا يٌعتبر الاحتجاج بشكل قانوني انتهاكًا لقوانين الدولة. يمكن للاحتجاجات وحتى حملات المقاومة السلمية أو المقاومة المدنية أو أي حركات سلمية أن يكون لها في كثير من الأحيان دعم إيجابي للنظام الديمقراطي والدستوري. يمكن أن يحدث هذا على سبيل المثال عندما تنشأ هذه المقاومة ردًا على انقلاب عسكري. أو في حالة رفض قيادة الدولة تسليم منصب الرئاسة بعد الهزيمة في الانتخابات. من المهم أن تعترف المؤسسات الحكومية بهذا الحق أثناء وجود نقاط توتر منتشرة داخل المجتمع. إن قدرة الدولة الديمقراطية على الحفاظ على حق مواطنيها في الاحتجاج هي نتيجة ازدهار سياسة هذه الديمقراطية.